# Kimberley Bos
Kimberley Bos (ur. 7 października 1993 w Ede) – holenderska skeletonistka i bobsleistka, dwukrotna olimpijka, brązowa medalistka olimpijska z Pekinu 2022, mistrzyni Europy, wicemistrzyni świata juniorek.

## Kariera
Początkowo reprezentowała Holandię w bobslejach, jednak po słabych występach postanowiła zmienić dyscyplinę. Od sezonu 2013/2014 trenuje skeleton. W 2018 jako pierwsza holenderska skeletonistka uzyskała kwalifikację olimpijską. W 2022 wywalczyła pierwszy dla Holandii medal olimpijski w skeletonie.

## Życie prywatne
Pracuje jako fizjoterapeuta. Mieszka w Ede.

## Udział w zawodach międzynarodowych

### Skeleton
| Impreza                     | Rok   | Gospodarz            | Miejsce |                      |      |            |    |
| --------------------------- | ----- | -------------------- | ------- | -------------------- | ---- | ---------- | -- |
| Impreza                     | Rok   | Gospodarz            | Miejsce | Igrzyska olimpijskie | 2018 | Pjongczang | 8. |
| 2022                        | Pekin | 03 !                 |         | Igrzyska olimpijskie |      |            |    |
| Mistrzostwa świata          | 2016  | Innsbruck            | 8.      |                      |      |            |    |
| Mistrzostwa świata          | 2017  | Schönau am Königssee | 14.     |                      |      |            |    |
| Mistrzostwa świata          | 2019  | Whistler             | 13.     |                      |      |            |    |
| Mistrzostwa świata          | 2020  | Altenberg            | 15.     |                      |      |            |    |
| Mistrzostwa świata          | 2021  | Altenberg            | 11.     |                      |      |            |    |
| Mistrzostwa Europy          | 2017  | Winterberg           | 5.      |                      |      |            |    |
| Mistrzostwa Europy          | 2018  | Innsbruck            | 5.      |                      |      |            |    |
| Mistrzostwa Europy          | 2019  | Innsbruck            | 12.     |                      |      |            |    |
| Mistrzostwa Europy          | 2020  | Sigulda              | 9.      |                      |      |            |    |
| Mistrzostwa Europy          | 2021  | Winterberg           | 6.      |                      |      |            |    |
| Mistrzostwa Europy          | 2022  | Sankt Moritz         | 01 !    |                      |      |            |    |
| Mistrzostwa świata juniorów | 2014  | Winterberg           | 10.     |                      |      |            |    |
| Mistrzostwa świata juniorów | 2015  | Altenberg            | 10.     |                      |      |            |    |
| Mistrzostwa świata juniorów | 2016  | Winterberg           | 02 !    |                      |      |            |    |
| Mistrzostwa świata juniorów | 2017  | Sigulda              | 5.      |                      |      |            |    |

### Bobsleje dwójki
| Impreza                        | Rok  | Gospodarz | Miejsce |                             |      |           |     |
| ------------------------------ | ---- | --------- | ------- | --------------------------- | ---- | --------- | --- |
| Impreza                        | Rok  | Gospodarz | Miejsce | Mistrzostwa świata juniorów | 2012 | Innsbruck | 13. |
| Igrzyska olimpijskie młodzieży | 2012 | Innsbruck | 03 !    |                             |      |           |     |